# Mapprechts
Mapprechts (westallgäuerisch: ts' Mabreəchts deənäd) ist ein Gemeindeteil der Marktgemeinde Heimenkirch im bayerisch-schwäbischen Landkreis Lindau (Bodensee).

## Geographie
Das Dorf liegt circa 1,5 Kilometer nördlich des Hauptorts Heimenkirch. Nördlich von Mapprechts befindet sich das Lengatzer Tobel. Der Ort liegt in der Region Westallgäu.

## Ortsname
Der Ortsname stammt vom Personennamen Nortbrecht ab und bedeutet Siedlung des Nortbrechts. Weitere historische Bezeichnungen für den Ort sind Ortprechts und Aprechts.

## Geschichte
Nördlich des Orts befand sich eine frühzeitliche Erdburg oder ein mittelalterlicher Burgstall. Mapprechts wurde erstmals im Jahr 1414 urkundlich mit Cůnczen Waibel vom Nortprechtz erwähnt.  Im Jahr 1770 fand die Vereinödung in Mapprechts mit 11 Teilnehmern statt. Der Ort gehörte einst dem Gericht Simmerberg in der Herrschaft Bregenz an.